# Shift (mouvement)
 (octobre 2020).
(en)SHIFT est un mouvement lancé en 2019 pour réclamer et réaliser le droit humain fondamental au logement; s'éloigner du logement en tant que lieu d'investissement de capital excédentaire, vers le logement en tant qu'endroit où vivre dans la dignité, élever des familles et participer à la communauté. 
Leilani Farha (rapporteuse spéciale des Nations unies sur le logement convenable) en est à l'origine avec Ada Colau.
Leilani Farha lutte la prédation de logement, et de logement social par une finance dérégulée, appuyée sur paradis fiscal et blanchiment, au détriment de la diversité de l'accès au logement convenable et au logement social.
Elle théorise une situation critique de bascule, appelant à l'organisation et la résistance contre l'aliénation de logement. Son action est documentée par PUSH sorti en 2019.
Les promesses de financements canadiens de la Société canadienne d'hypothèques et de logement pour son Conseil national du logement, n'ont pas été suivies, occasions manquées, mais sera essentiel dans la phase de récupération économique post-COVID-19 en Juin 20.

## Site officiel
- http://www.maketheshift.org
- http://www.unhousingrapp.org/the-shift